# Dán férfi kézilabda-válogatott
A dán férfi kézilabda-válogatott Dánia nemzeti csapata, melyet a Dán Kézilabda-szövetség (Dánul:Dansk Håndbold irányít Mikkel Hansen vezetésével.

## Eredmények nemzetközi tornákon
A válogatott történetének első jelentős sikerét az 1967-es világbajnokságon érte el, amikor is a döntőt elveszítve második helyen végzett.
Ezután egy hosszabb időszak következett kiemelkedő eredmény nélkül. A 2000-es években azonban gyakran felállhattak a dobogó különböző fokaira a dánok. Háromszor szereztek bronzérmet az Európa-bajnokságokon (2002-ben, 2004-ben, 2006-ban) és egyszer a 2007-es világbajnokságon.
A legnagyobb sikerük pedig a 2008-as és a 2012-es kontinensviadalokon aratott győzelmeik. Előbbin az esélyesebb horvát, utóbbin a házigazda szerb válogatottat legyőzve lettek Európa-bajnokok.
A 2016-os riói olimpián a címvédő Franciaországot legyőzve az ötkarikás játékokon is érmet szereztek, mindjárt a legfényesebbet.

## Érmek
Nyári olimpiai játékok
- Arany : 2016, 2024
- Ezüst : 2020

Világbajnokság
- : 2019, 2021, 2023, 2025
- : 1967, 2011, 2013
- : 2007

Európa-bajnokság
- : 2008, 2012
- : 2014, 2024
- : 2002, 2004, 2006, 2022